# Darvas
Darvas è un comune dell'Ungheria di 677 abitanti (dati 2001). È situato nella contea di Hajdú-Bihar.